# Tauleta de maledicció de Pel·la

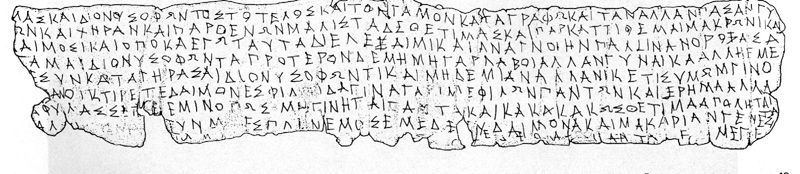
La Maledicció de Pel·la, del professor Radcliffe G. Edmonds III (Bryn Mawr College).

La tauleta de maledicció de Pel·la és una maledicció o encanteri grec: κατάδεσμος, katàdesmos, inscrita en una planxa de plom, que data del segle IV o III aC. Va ser trobada a Pel·la (en l'època de la seva capitalitat de Macedònia) el 1986 i publicada a The Hellenic Dialectology Journal el 1993. És, possiblement, l'únic text testificat de l'antic idioma macedoni.

## Contingut
És un encanteri màgic o conjur d'amor escrit per una dona, possiblement anomenada Dagina; el seu amant Dionysophōn («la veu de Dionís») sembla a punt de casar-se amb Zetimas o Thetima ('la que honra els déus'; la forma estàndard àtica en seria Theotimē). Dagina invoca «Màcron i els dimonis» (parkattithemai makrōni kai [tois] daimosi, que en àtic seria per-kata-tithemai) per aconseguir que Dionisófon es casi amb ella en comptes de Zetima, i perquè mai no es casi amb una altra dona, llevat que ella mateixa recuperi i desplegui el rotlle.
Els katadesmoi (o defixions) eren encanteris escrits sobre material no perible, com ara plom, pedra o argila cuita, i eren enterrats en secret per assegurar-ne la integritat física, que garantiria la permanència dels seus pretesos efectes.
La llengua és una forma severa, però clarament identificable del dialecte dòric, i el baix estatus social de l'autora, com és evidenciat pel seu vocabulari i la seva creença en la màgia, al·ludeix a una forma única de dòric parlada per llecs a Pel·la, en l'època en què la tauleta va ser escrita. (Vegeu-ne a sota, data i transcendència). Es creu que és probable l'origen macedoni del text. Abans de la publicació de les conclusions de la tauleta de maledicció de Pella, el 1993, es va suggerir que el dòric podria haver estat parlat en la Macedònia prehel·lènica com un segon dialecte, a més d'un dialecte macedoni.

## Text i traducció
- [ΘΕΤΙ] ΜΑΣ ΚΑΙ ΔΙΟΝΥΣΟΦΩΝΤΟΣ ΤΟ ΤΕΛΟΣ ΚΑΙ ΤΟΝ ΓΑΜΟΝ ΚΑΤΑΓΡΑΦΩ ΚΑΙ ΤΑΝ ΑΛΛΑΝ ΠΑΣΑΝ ΓΥ

En les noces oficials de [Zeti]ma i Dionisófon, escric aquesta maledicció, i a totes les altres
- [ΝΑΙΚ] ΩΝ ΚΑΙ ΧΗΡΑΝ ΚΑΙ ΠΑΡΘΕΝΩΝ ΜΑΛΙΣΤΑ ΔΕ ΘΕΤΙΜΑΣ ΚΑΙ ΠΑΡΚΑΤΤΙΘΕΜΑΙ ΜΑΚΡΩΝΙ ΚΑΙ

espose[s], vídues i verges, però a Zetima en particular, i confio a Màcron i
- [ΤΟΙΣ] ΔΑΙΜΟΣΙ ΚΑΙ ΟΠΟΚΑ ΕΓΟ ΤΑΥΤΑ ΔΙΕΛΕΞΑΙΜΙ ΚΑΙ ΑΝΑΓΝΟΙΗΝ ΠΑΛLΙΝ ΑΝΟΡΟΞΑΣΑ

[als] dimonis que, només quan desenterri i desenrotlli i rellegeixi això,
- [ΤΟΚΑ] ΓΑΜΑΙ ΔΙΟΝΥΣΟΦΩΝΤΑ ΠΡΟΤΕΡΟΝ ΔΕ ΜΗ ΜΗ ΓΑΡ ΛΑΒΟΙ ΑΛΛΑΝ ΓΥΝΑΙΚΑ ΑΛΛ Η ΕΜΕ

[llavors] es podrà casar Dionisófon, però no abans, i que mai pugui casar-se amb una altra dona que no sigui jo;
- [ΕΜΕ Δ] Ε ΣΥΝΚΑΤΑΓΗΡΑΣΑΙ ΔΙΟΝΥΣΟΦΩΝΤΙ ΚΑΙ ΜΗΔΕΜΙΑΝ ΑΛΛΑΝ ΙΚΕΤΙΣ ΥΜΩΝ ΓΙΝΟ

i [jo] pugui envellir al costat de Dionisófon i ningú més. Jo [sóc] la vostra suplicant:
- [ΜΑΙ ΦΙΛ] ΑΝ ΟΙΚΤΙΡΕΤΕ ΔΑΙΜΟΝΕΣ ΦΙΛ [Ο] Ι ΔΑΓΙΝΑΓΑΡΙΜΕ ΦΙΛΩΝ ΠΑΝΤΩΝ ΚΑΙ ΕΡΗΜΑ ΑΛΛΑ

tingueu compassió de [la vostra estimada], estimats dimonis, Dagina (?), ja que he abandonat tots els meus estimats.
- [....] Α ΦΥΛΑΣΣΕΤΕ ΕΜΙΝ Ο [Π] ΩΣ ΜΗ ΓΙΝΕΤΑΙ ΤΑ [Υ] ΤΑ ΚΑΙ ΚΑΚΑ ΚΑΚΩΣ ΘΕΤΙΜΑ ΑΠΟΛΗΤΑΙ

Però, si us plau, guardeu això pel meu bé, perquè aquests esdeveniments no es produeixin i la desgraciada Zetima perdi miserablement,
- [....] ΑΛ [-]. ΥΝΜ .. ΕΣΠΛΗΝ ΕΜΟΣ ΕΜΕ ΔΕ [Ε] Υ [Δ] ΑΙΜΟΝΑ ΚΑΙ ΜΑΚΑΡΙΑΝ ΓΕΝΕΣΤΑΙ

i a mi em concedeixi [fe] felicitat i aquesta...
- [-] ΤΟ [.]. [-]. [..] .. Ε.Ε.Ω [?] Α. [.] Ε .. ΜΕΓΕ [-]

## Data i transcendència
La tauleta ha estat datada pels editors originals cap a la «meitat del segle IV aC o una mica abans (per la forma de les lletres i l'ortografia)». El professor Edmonds del Bryn Mawr College prefereix datar-la del segle iii aC.
| « | Encara en contrast amb les opinions més primerenques, que la converteixen en [de Macedònia] un dialecte eòlic (O. Hoffmann compared Thessalian), hem de pensar en una relació de connexió i enllaç amb el nord-oest grec (locri, etoli, focidi, epirota). Aquesta opinió recolza en el recent descobriment a Pella d'una tauleta de maledicció (segle IV aC), que bé pot ser el primer text «macedoni» testificat, el text inclou un adverbi opoka, que no és tessali. | » |

| «                                                          | Una tauleta de maledicció del segle iv aC de Pella mostra formes de lletres que són clarament dòriques, però una varietat de dòric diferent d'algun dels dialectes grecs occidentals de zones contigües a Macedònia. Tres, molt breus, inscripcions del segle IV són indubtablement dòriques. Aquestes demostren que un dialecte dòric va ser parlat a Macedònia, quan esperaríem trobar formes gregues occidentals en els noms grecs trobats a Macedònia. I les posteriors inscripcions macedònies estan en koiné, evitant les formes sonores de les consonants, tant del dòric com del macedoni. El dialecte macedoni nadiu s'havia tornat inadequat per als documents escrits. | » |
| — James L. O'Neils, Doric Forms in Macedonian Inscriptions | |   |